# Ostrowiec Świętokrzyski
Ostrowiec Świętokrzyski (udtale: [ɔsˈtrɔvjɛt͡s ɕfjɛntɔˈkʂɨskʲi]), ofte kun Ostrowiec  er en by i den nordlige del af  voivodskabet Święty Krzyż i  den sydøstlige del af Polen, i den historiske region Lillepolen. Byen  har 64.796(2021) indbyggere og et areal på 46,43 km², og er administrationsby i powiatet Ostrowiec. Byen er et af de historiske centre for polsk industri og metallurgi, og var en del af det ældste industriområde i landet. Ostrowiec ligger ved floden Kamienna. Dens nordlige distrikter ligger ved foden af Iłża, mens den sydlige del tilhører Opatów-højlandet. Świętokrzyskiebjergene ligger et par kilometer væk, sydvest for Ostrowiec. Der er to interessante steder i nærheden af Ostrowiec: det arkæologiske reservat ved Krzemionki (et UNESCO verdensarvssted  og på listen over Historiske monumenter i Polen.

## Historie
De ældste vidnesbyrd om menneskelig beboelse går tilbage til stenalderen (ca. 4000 f.Kr.). På det tidspunkt var der nomadiske stammer, der tilhørte blandt andet kulturerne Lengyel og Globular Amphora. De kom hertil fra regionen ved Donau-floden.
De tidligste dokumenter om landsbyen Ostrowiec stammer fra det 14. århundrede. På det tidspunkt hed landsbyen Ostrow og lå på højre bred af Kamienna. I begyndelsen af det 16. århundrede forsøgte en lokal adelsmand Kacper Maciejewski at etablere en by her, men det lykkedes ikke. I 1564 blev der givet bycharter til bosættelsen Denków (også kaldet Wielki Michów), som nu er et af Ostrowiec-distrikterne. Denków var en privat by, administrativt beliggende i powiatet Sandomierz  i Sandomierz voivodskab i Provinsen Lillepolen i Kongeriget Polens krone